# محمد أحمد عطية
محمد أحمد فؤاد عطية (5 نوفمبر 1940) الإسكندرية، وزير شؤون مجلسي الشعب والشورى إلى جانب كونه وزير التنمية المحلية بوزارة كمال الجنزوري.
تولي منصب وزير الدولة لشؤون مجلسي الشعب والشورى في 25/12/2011 في حكومة الدكتور كمال الجنزوري بقرار من المجلس العسكري , تقلد العديد من المناصب اخرها وزير التنمية المحلية بوزارة كمال الجنزوري حيث ابقى عليه من وزارة عصام شرف.

## مؤهلاته العلمية
- تخرج في كلية الحقوق بجامعة الإسكندرية عام 1961 بتقدير عام جيد جدا مع مرتبة الشرف.
- صاحب المركز الأول على مستوى كليات الحقوق بالجمهورية في ذلك العام.
- حصل على دبلوم القانون الخاص بتقدير جيدا جدا عام 1962.
- دبلوم القانون العام بتقدير جيدا جدا عام 1963.
- حصل على درجة الدكتوراة في موضوع (التحكيم.. نطاقه وأنواعه) بتقدير امتياز عام 1968.

## التدرج الوظيفى
- عين عقب تخرجه مباشرة، مندوبا مساعدا بمجلس الدولة.
- عمل في جميع فروع وأقسام مجلس الدولة.
- ترأس المحكمة التأديبية العليا بالإسكندرية.
- رئيسا للمحكمة الإدارية بالإسكندرية.
- رئيس إدارة الفتوى والمصالح العامة بالإسكندرية.
- رئيسا لدائرة محكمة القضاء الإداري بالإسكندرية منذ عام 1991 وحتى 1994.
- رئيسا لإدارة الفتوى اعتبارا من العام 1994 وحتى 1997.
- عاد رئيسا لمحكمة القضاء الإداري بالإسكندرية مجددا اعتبارا من عام 1997 وحتى عام 2000.
- ترأس المحكمة التأديبية العليا اعتبارا من عام 2001 وحتى عام 2005.
- رئيسا للمحكمة الإدارية العليا منذ عام 2005 وحتى عام 2007.
- رئيسا لمحاكم القضاء الإداري على مستوى الجمهورية والدائرة الأولى بمحكمة القضاء الإداري بمجلس الدولة خلال العام القضائي 2008 / 2009.
- رئيسا لإدارة التفتيش القضائي بمجلس الدولة خلال العام القضائي 2009 / 2010 .
- نائبا أول لرئيس مجلس الدولة خلال العام القضائي المنصرم 2010 / 2011 .
- رئاسته اللجنة القضائية للإشراف على استفتاء التعديلات الدستورية الذي جرى في مارس الماضي.

## انجازاته
شهدت الفترة التي تولى خلالها المستشار الدكتور محمد أحمد عطيه رئاسة الدائرة الأولى بمحكمة القضاء الإداري (2008 / 2009) إصداره للعديد من الأحكام القضائية الهامة التي صححت وكشفت عن أخطاء كثيرة للسلطة التنفيذية إبان تولي الرئيس السابق حسني مبارك رئاسة البلاد، والتي كان من أشهرها:
- الحكم بوقف تصدير الغاز المصري إلى إسرائيل بأسعار تفضيلية تقل عن سعرها العالمي.
- الحكم بإلغاء الحرس الجامعي التابع لوزارة الداخلية، ومنع تواجده بالحرم الجامعي، والاستعاضة عنه بوحدات أمنية مدنية تابعة للجامعات بمعزل عن وزارة الداخلية.
- الحكم بالسماح للقوافل الإغاثية بالدخول إلى قطاع غزة عبر منفذ رفح البري، لمساعدة الشعب الفلسطيني في مواجهة الحصار الإسرائيلي.

## وصلات خارجية
- محمد أحمد عطية على موقع أرشيف الشارخ.